# CarPlay

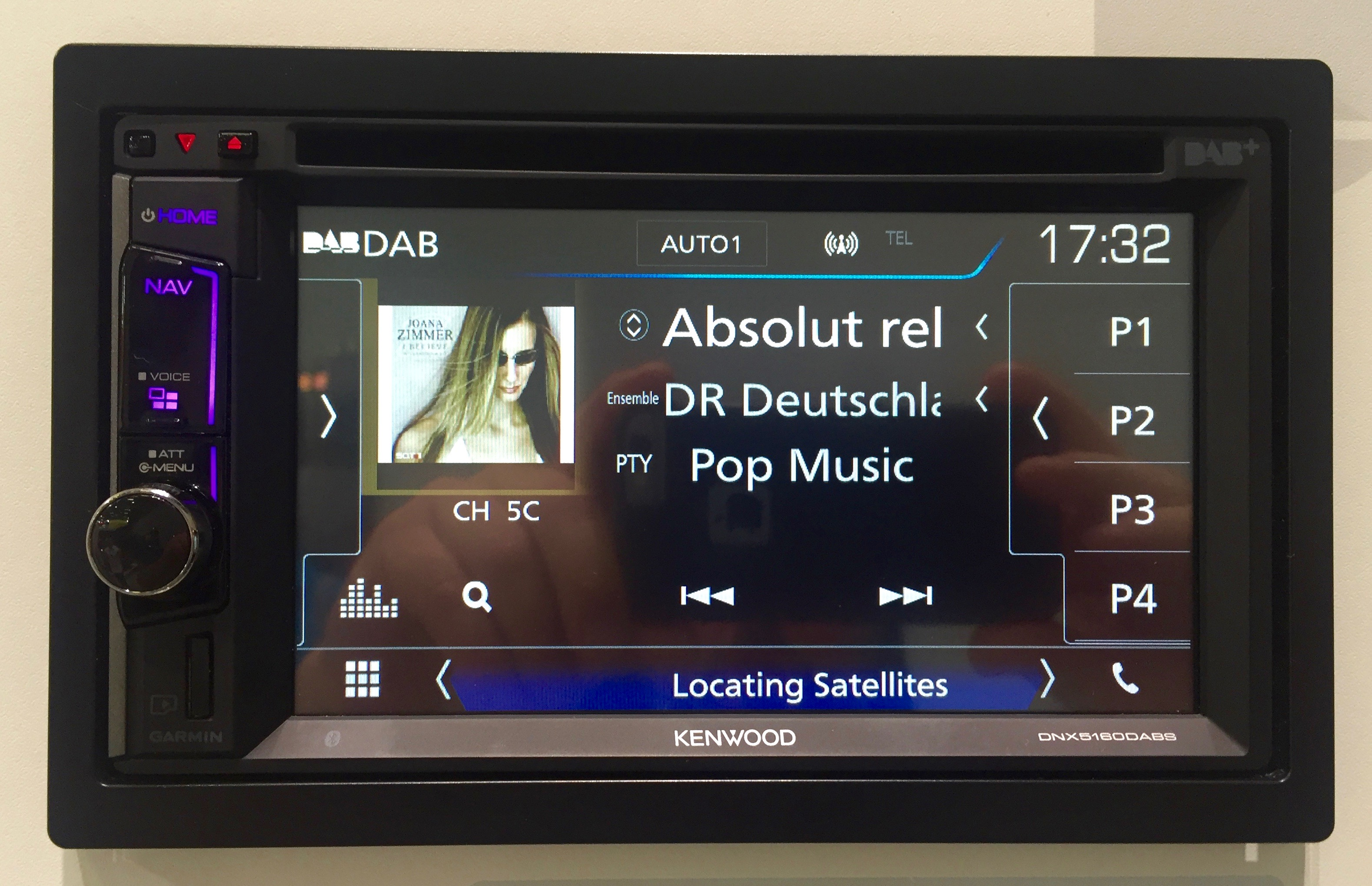
Autoradio DAB+/AM/FM/LW/CD/DVD/USB/microSDHC/GPS/Bluetooth/CarPlay/AndroidAuto

Apple CarPlay, noto più semplicemente come CarPlay, è un software sviluppato dalla Apple Inc. che permette di gestire alcune funzioni dell'iPhone sul display dell'automobile. È disponibile dall'iPhone 5 con iOS 7.1.

## Funzionalità
CarPlay proietta il dispositivo Apple sul sistema di Infotainment dell'auto, con una User Experience adattata. L'utente ritrova quindi un ambiente familiare e facile da usare. Esso offre l'accesso ad alcune applicazioni presenti sull'iPhone, come Telefono, Mappe, Musica, iMessage, iBooks e Podcast. Permette anche l'utilizzo di Siri. Offre anche la possibilità di integrare applicazioni di terze parti, come Spotify, ma le app disponibili sono in costante evoluzione. In favore della sicurezza del conducente, alcune app sono fruibili solo con lettura vocale da parte dell'assistente Siri.

## Applicazioni supportate
Oltre alle applicazioni di sistema Apple (Telefono, Messaggi, Calendario, Mappe, Musica, Libri, Podcast), CarPlay è supportato anche applicazioni di terze parti quali:

### Mappe
- Google Maps
- Sygic GPS Navigator
- TomTom GO Navigation
- Waze

### Streaming audio
- Amazon Music
- Spotify
- Tidal
- YouTube Music
- Deezer
- Radioplayer
- Soundcloud

### Messaggistica
- Telegram
- WhatsApp

## Disponibilità automobilistica
I seguenti marchi di automobili supportano CarPlay (su alcune vetture l'integrazione di CarPlay è opzionale) (l'elenco dei modelli compatibili è in costante evoluzione ed è disponibile in rete):
- Acura
- Alfa Romeo
- Audi
- BMW
- Bentley
- Buick
- Cadillac
- Chevrolet
- Chrysler
- Citroën
- Dodge
- DR Automobiles
- DS Automobiles
- Ferrari
- FIAT
- Ford
- GMC
- Jaguar
- Jeep
- Holden
- Honda
- Hyundai
- Kia
- Koenigsegg
- Lamborghini
- Lincoln
- Maserati
- Mazda
- Mercedes-Benz
- MG
- Mitsubishi
- Nissan
- Opel
- Peugeot
- Porsche
- Renault
- SEAT
- Škoda Auto
- Subaru
- Suzuki
- Toyota
- Vauxhall
- Volkswagen
- Volvo

## Impianti compatibili
CarPlay è compatibile anche con automobili che non lo supportano nativamente tramite l'installazione di impianti di terze parti.

## Carplay Wireless
Già da iOS 9 è possibile utilizzare Carplay in modalità wireless ma solo verso la fine del 2020 è iniziata una vera e propria diffusione di questa tecnologia.
Carplay in modalità wireless sfrutta due connessioni: Bluetooth e Wi-Fi. La connessione Bluetooth iniziare serve "per agganciare" il sistema di infoentertainment ma la vera e propria comunicazione avviene sfruttando la connessione Wi-Fi (5 GHz in quanto il canale 2.4 Ghz potrebbe essere occupato dalle bande del bluetooth).